# New Haven (Vermont)
New Haven è una città degli Stati Uniti d'America, nella contea di Addison, nello Stato del Vermont. La popolazione era di 1.727 abitanti nel censimento del 2010.